# Kojšice (zámek)
Zámek v Kojšicích na Klatovsku se nachází na místě starší tvrze. Zámek je zdevastovaný a hrozí mu zřícení. Jeho majitelem je Jaroslav Průcha, , dříve jím byla Tělovýchovná jednota Sokol Sušice.

## Historie
Panské sídlo založil v Kojšicích pravděpodobně Racek z Kojšic, který byl k roku 1424 služebníkem pražského arcibiskupa Konráda z Vechty a poté mincmistrem v Kutné Hoře. Od 17. století vlastnili místní tvrz Častolárové z Dlouhé Vsi, později např. Dohalští z Dohalic. Tomuto rodu patřilo sídlo v Kojšicích až do počátku 19. století, kdy prošlo výraznou přestavbou. K dalším majitelům patřil např. František Josef Desfours. Za Václava Veitha (od roku 1829) byl zámek rozšířen o jižní trakt a velký podsklepený sál. V roce 1873 jej zakoupil šlechtic a právník Emanuel Forster a nechal jej přestavět v novoromantickém stylu.
Na začátku dvacátého století vlastnila zámek spolu se zámkem Kněžice a Žikov rodina Heintschel-Heinegg, potomci průmyslníka Felixe Heintschel von Heinegg, který byl v roce 1883 povýšen do šlechtického stavu.
Za druhé světové války zámek vlastnil Georg Oskar Felix Emanuel z Heintschelu, rytíř z Heineggu. Byl členem NSDAP a dopustil se zločinů, za které byl v roce 1946 popraven. Jeho majetek propadl státu.
Po roce 1945 zámek přešel do vlastnictví Sokola Sušice. Později byli jeho majiteli různé státní podniky (posledním byl Školský úřad v Teplicích), které zámek využívaly, ale o jeho údržbu se nestaraly. Po roce 1989 Sokol Sušice o vydání zámku znovu požádal a ten mu byl vrácen, na jeho obnovu však neměl finanční prostředky. V roce 2018 byl jako majitel zámku v katastru nemovitostí uveden Jaroslav Průcha.

## Stavební podoba
Patrová zámecká budova tvořila jižní křídlo poplužního dvora. Má obdélný půdorys s rozměry 12,5 × 14,5 metru. Hlavní trojosá průčelí jsou obrácená k jihu a východu. Ve východním průčelí stojí věžovitá nástavba, pod kterou se nachází na místě staršího rizalitu balkon nesený dvěma mohutnými sloupy a krytý plochou střechou. Pod balkonem se nachází hlavní vstup do budovy. Přízemní místnosti jsou zaklenuté plackovou klenbou s výjimkou jižního sálu, který měl segmentovou klenbu a sloužil jako jídelna. Ostatní místnosti mají stropy ploché. K západnímu průčelí byla na konci devatenáctého století přistavěna dvojice provozních a skladovacích místností. Podle dochovaných plánů byla přestavba zahájená roku 1877 provedena jen částečně. Upraveny byly jen místnosti v patře a postaven balkon.